# Dennisiella
Dennisiella — рід грибів родини Coccodiniaceae. Назва вперше опублікована 1962 року.

## Класифікація
До роду Dennisiella відносять 9 видів:
- Dennisiella asetosa
- Dennisiella babingtonii
- Dennisiella caucasica
- Dennisiella coussapoae
- Dennisiella ekmanii
- Dennisiella fusispora
- Dennisiella longispora
- Dennisiella setosa
- Dennisiella theae